# Hylacola
Hylacola (Heidesluipers) is een geslacht van zangvogels uit de familie Australische zangers (Acanthizidae). Het geslacht telt twee soorten.

## Soorten
- Hylacola cauta – Malleeheidesluiper
- Hylacola pyrrhopygia – Vuurstuitheidesluiper